# Phazaniens
Les Phazaniens est le nom d'un ancien peuple berbère d'Afrique du Nord de l'Antiquité.

## Histoire
Les Phazaniens sont apparus en Afrique du Nord au cours du Ier millénaire av. J.-C. Leur territoire est situé à l'est du Maghreb dans une aire géographique qui couvrirait le sud-ouest de la Libye actuelle et correspondrait à l'actuelle région du Fezzan.
Les Phazaniens étaient connus des Romains qui nommaient leur territoire la Phazanie (en latin : Phazānia),. Pline l'Ancien cite ce peuple et nomme aussi leur territoire Phazanie, nom qui serait à l'origine du nom l'actuelle région du Fezzan (en arabe : فَزَّان Fazzān).